# Greensboro (Alabama)
Greensboro is een plaats (city) in de Amerikaanse staat Alabama, en valt bestuurlijk gezien onder Hale County.

## Demografie
Bij de volkstelling in 2000 werd het aantal inwoners vastgesteld op 2731.
In 2006 is het aantal inwoners door het United States Census Bureau geschat op 2598, een daling van 133 (-4,9%).

## Geografie
Volgens het United States Census Bureau beslaat de plaats een oppervlakte van
6,2 km², geheel bestaande uit land. Greensboro ligt op ongeveer 86 m boven zeeniveau.

## Plaatsen in de nabije omgeving
De onderstaande figuur toont de plaatsen in een straal van 32 km rond Greensboro.